# Pomnik Minina i Pożarskiego
Pomnik Minina i Pożarskiego (ros. Памятник Минину и Пожарскому) – grupa rzeźbiarska z brązu, wykonana przez Iwana Martosa, usytuowana przed Cerkwią Wasyla Błogosławionego na Placu Czerwonym. Jest to pierwszy pomnik w Moskwie, powstał w latach 1807–1818.
Pomnik poświęcony Kuźmie Mininowi i Dymitrowi Michajłowiczowi Pożarskiemu, jednym z przywódców zbrojnych oddziałów ochotników (Народное ополчение) w czasie polskiej interwencji podczas wielkiej smuty i wyparciu sił polsko-litewskich z Moskwy w 1612 roku. Napis na pomniku głosi: „Obywatelowi Mininowi i księciu Pożarskiemu, wdzięczna Rosja, latem 1818”.
Pomnik został ufundowany przez mieszkańców Niżnego Nowogrodu i miał powstać na 200-lecie zwycięstwa nad Polakami. Przeszkodziła temu wojna z Napoleonem i ostatecznie ukończono go w 1818 roku. W 1931 roku władze sowieckie przesunęły pomnik z centralnego miejsca Placu Czerwonego pod Cerkiew Wasyla Błogosławionego, gdzie stoi do dziś.  
Odbudowa tego pomnika rozpoczęła się w listopadzie 2020 roku, nie wywożono pomnika z miejsca obecnego położenia w tym celu, nad nim zbudowano specjalny pawilon. Restaurację prowadziło Międzyblastyczne naukowo-restauracyjne Zarząd sztuki (MNRHU) i Pracownia restauracyjna "dziedzictwo". Akcję poparli m.in. Władimir Maszkow, Grigorij Leps, Igor Ugolnikow, Oksana Fiodorowa, Tekla Tołstoja. Największy prywatny wkład wniósł Władimir Gruzdev.
Od 2005 roku pod pomnikiem odbywają się centralne obchody Dnia Jedności Narodowej, święta narodowego Rosji (4 listopada). W tym samym roku w Niżnym Nowogrodzie odsłonięto dokładną kopię moskiewskiego pomnika.